# 圣利奥波尔杜
圣利奥波尔杜是巴西南大河州的一个市镇。总面积102.313平方公里，总人口207721人，人口密度2030.3人/平方公里。